# Picloram
Picloram ist ein chloriertes Derivat der Picolinsäure, einem Isomer der Nicotinsäure. Die heterocyclische Verbindung aus der Gruppe der Azine leitet sich vom Pyridin ab.
Als Herbizid ist der Wirkstoff unter der Handelsbezeichnung Tordon bekannt.

## Geschichte
Picloram wurde ursprünglich um 1964 von der Dow Chemical Cooperation für militärische Zwecke (als Entlaubungsmittel, mithin als chemischer Kampfstoff zur Vernichtung der Vegetation) entwickelt. Es war Bestandteil des Kampfstoffes Agent White – ein Gemisch aus 2,4-Dichlorphenoxyessigsäure (2,4-D) und Picloram – der United States Army, der im Vietnamkrieg zur Entlaubung eingesetzt wurde (→ Operation Ranch Hand).

## Eigenschaften
Das farblose, brennbare Pulver löst sich wenig in Wasser (430 mg/l bei 25 °C). Ab 218,5 °C beginnt sich der Stoff zu Chlorwasserstoff, Stickoxiden, Kohlenstoffmonoxid und Kohlenstoffdioxid zu zersetzen.

## Verwendung

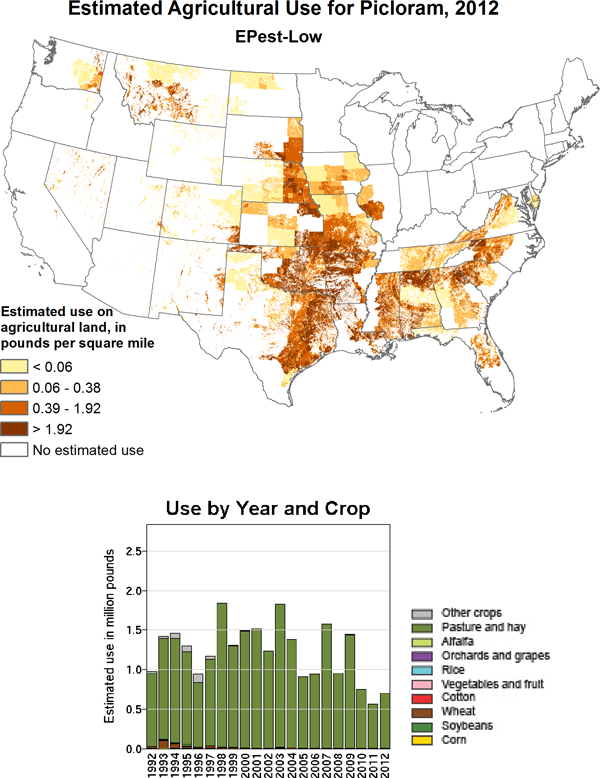
Geschätzte Ausbringungsmenge in den USA 2012

Picloram ist ein selektives Herbizid mit systemischen Eigenschaften, das schnell über Wurzeln und Blätter aufgenommen wird. Die Wirkungen ähneln denen der Auxine (wie Indol-3-essigsäure). Durch Beeinflussung der RNA- und Protein-Biosynthese wird der Hormonhaushalt der Pflanzen gestört und es kommt zu Störungen der Zellteilung und Zellstreckung. Als typische Symptome zeigen sich Verkrümmungen, Verwachsungen, Stängel- und Blattverformungen und Adventivwurzelbildung.
Picloram hat je nach eingesetzter Dosis ein umfangreiches Wirkspektrum, so etwa gegen Laubholzgewächse und Knöterichgewächse. In Süd- und Nordamerika ist Picloram der wichtigste Wirkstoff zur Unkrautbekämpfung auf Grünland.
Der Wirkstoff Picloram ist in der Europäischen Union zugelassen. In Deutschland, Österreich und der Schweiz wird er im Produkt Effigo zusammen mit Clopyralid zur Unkrautbekämpfung im Winterraps eingesetzt.
Bei höheren Wirkstoffmengen ist Picloram relativ lange persistent. Aus diesem Grund kann es zu Nachbauproblemen bei Hülsenfrüchtlern und Nachtschattengewächsen kommen.
Es wird häufig auch in Form seiner Ester oder Salze eingesetzt. So sind Picloram-2-ethylhexylester (CAS-Nummer: 36374-99-9), Picloram-isooctylester (26952-20-5), Picloram-methylester (14143-55-6), Picloram-2-aminoethanolsalz (55871-00-6), Picloram-Kaliumsalz (2545-60-0), Picloram-triethylammoniumsalz (35832-11-2), Picloram-tris(2-hydroxypropylammoniumsalz (6753-47-5) und weitere Derivate bekannt, wobei nur zwei der Derivate eine Zulassung als Pestizid besitzen.